# Kamjanka (rejon kupiański)
Kamjanka (ukr. Кам'янка) – wieś na Ukrainie, w obwodzie charkowskim, w rejonie kupiańskim, w hromadzie Dworiczna. W 2001 liczyła 961 mieszkańców.